# Вельхвайлер
Вельхвайлер (нем. Welchweiler) — община в Германии, в земле Рейнланд-Пфальц. 
Входит в состав района Кузель. Подчиняется управлению Альтенглан.  Население составляет 199 человек (на 31 декабря 2010 года). Занимает площадь 3,48 км².